# Cecilia Smith
Pour les articles homonymes, voir Smith.
Pas d'image ? Cliquez ici

a Compétitions nationales et continentales officielles uniquement.

b Matchs officiels uniquement.
Dernière mise à jour le 5 mars 2025.
Cecilia Smith, née le 13 mars 1994 à Apia (Samoa), est une joueuse internationale australienne de rugby à XV évoluant au poste de centre.

## Biographie
Cecilia Smith naît le 13 mars 1994 à Apia aux Samoa.
En 2022, elle joue pour les Queensland Reds de Brisbane. Elle compte 4 sélections en équipe d'Australie de rugby à XV quand elle est retenue en septembre 2022 pour disputer la Coupe du monde en Nouvelle-Zélande.
En janvier 2025, il est annoncé qu'elle rejoint la franchise de la Western Force pour la saison 2025 du Super Rugby Women's.

## Palmarès
- Vainqueur du WXV 2 en 2024.